# 小林聡美
小林 聡美（、1965年〈昭和40年〉5月24日 - ）は、日本の女優、エッセイスト。東京都葛飾区出身。

## 来歴
1979年、中学2年時に『3年B組金八先生』のオーディションに合格し、生徒役でデビュー。
1982年、大林宣彦監督の『転校生』で主演に抜擢。同作で第6回日本アカデミー賞新人俳優賞を受賞。
1988年、『やっぱり猫が好き』の三女・きみえ役を演じ、個性派女優として一躍人気者になる。
2003年、『すいか』でテレビドラマ初主演。
2006年に公開されヒットした『かもめ食堂』を皮切りに、『めがね』など、スローライフをテーマとした映画に多く主演した。
2014年、『紙の月』の演技で第57回ブルーリボン賞助演女優賞など各賞を受賞。
エッセイストとして著述活動も行っており、エッセイを多数出版している。
2024年、WOWOWによる俳優のコンサートシリーズ「NIGHT SPECTALES」の一環として「チャッピー小林」名義でコンサート「チャッピー小林と東京ツタンカーメンズ」を開催、小林にとって初のコンサートとなった本公演ではゲストに阿部サダヲを迎えて全16曲を歌い上げた。同年4月6日と7日の2日間に渡って開催されたこのコンサートの模様は8月24日に放映・配信された。
シャシャ・コーポレイションに1983年から所属していたが、2023年に個人の公式サイトを開設。2024年12月末の事務所解散を機に独立した。

## 人物
私生活では、『やっぱり猫が好き』の脚本を担当した三谷幸喜と1995年10月に結婚。16年間の結婚生活を経て、2011年5月23日に離婚。二人の間に子供はいない。
2011年頃より俳句に関心を持ち、自ら句会を立ち上げるなど力を入れている。「東京やなぎ句会」同人。
特技は水泳。
女優業、執筆業のかたわら、45歳の時に社会人入試に合格し、4年制大学に入学。2015年春の卒業後は大学院へ進学、「近世の風俗や落語の歴史的展開を研究したい」としている。
本人は葛飾区生まれだが、大工である父は岩手県出身、母は秋田県出身で、その縁から東北の祭りにも足を運ぶ。
2003年に主演したテレビドラマ『すいか』をキャリアのターニングポイントに挙げている。
なんでも譲ってしまう性格であり、自身の健康を守るためにやらなくていいことはやらない主義。物事が同時進行しているところにいる事があまり得意でなく、ご飯を食べる時やテレビを観る時はそれに集中する。
最近はピアノを習っている。

## 出演
主演は太字。

### テレビドラマ
- 3年B組金八先生（TBS） - 安恵美智子 役
  - 第1シリーズ（1979年 - 1980年）
  - 第2シリーズ 第13話「同窓会・贈る言葉」（1980年12月26日）
  - 金八SP1・贈る言葉（1982年）
  - 金八SP3・小さな嘘（1984年）
  - 金八SP5・先生の暴力 生徒の暴力（1986年）
- 銀河テレビ小説 季節はずれの蜃気楼（1985年、NHK総合） - 西山徳子 役
- 花嫁（1986年、TBS系）
- 池中玄太80キロ 第7話（1980年、日本テレビ） - 池中絵理の同級生 役
- 陽あたり良好!（1982年、日本テレビ） - 青木恩 役
- 噂の刑事トミーとマツ 第2シリーズ 第40(105)話「マツも仰天 空飛ぶトミー」（1982年、TBS系）- 上条亜也子 役
- 特捜最前線 第370話「隅田川慕情!」（1984年、テレビ朝日）
- 新・大江戸捜査網 第11話「暴走娘五千両の涙」（1984年、テレビ東京） - お文 役
- イエスの方舟（1985年12月9日、TBS）- 一色葉子 役
- 気分は名探偵（1985年） ‐ 八田弘子
- 金田一耕助の傑作推理 死仮面（1986年、TBS） - 白井澄子 役
- 痛快!OL通り（1986年、TBS系）
- ラジオびんびん物語（1987年、フジテレビ）
- 痛快!ロックンロール通り（1988年、TBS） - 大川のぞみ 役
- SPびんびん物語（1988年、フジテレビ）
- やっぱり猫が好きシリーズ（フジテレビ） - 主演・恩田きみえ 役（もたいまさこと室井滋とトリプル主演）
  - やっぱり猫が好き 第1シーズン（1988年10月 - 1989年3月）
  - やっぱり猫が好き殺人事件（1990年3月29日）
  - やっぱり猫が好き 第2シーズン（1990年10月 - 1991年9月）
  - やっぱり猫が好き 恩田三姉妹の京都大騒動編（1990年10月21日）
  - やっぱり猫が好き ビッグトゥディ編（1995年 - 1996年）
  - 今でもやっぱり猫が好き98 スペシャル（1998年6月11日）
  - やっぱり猫が好き 新作2001（2000年12月31日）
  - やっぱり猫が好き 2003（2003年9月22日）
  - やっぱり猫が好き 2005（2005年4月4日）
  - やっぱり猫が好き 2007（2007年3月26日）
- 恋人関係（1988年、TBS）
- 空と海をこえて（1989年、TBS） - 安藤晴美 役
- 三毛猫ホームズシリーズ（1989年 - 1991年、テレビ朝日） - 片山晴美 役
- LUCKY! 天使、都へ行く（1989年、フジテレビ）
- ニューヨーク恋物語II 男と女（1990年、フジテレビ） - 岡村里子 役
- 鍵師シリーズ（1993年 - 1997年、フジテレビ） - 白井留美 役
- ビートたけしのつくり方 ミニドラマ「大家族主義」（1993年、フジテレビ） - 斉藤たか子 役
  - ビートたけしのつくり方 ミニドラマ「堀切家の人々」（1994年、フジテレビ） - 斉藤たか子 役
- 泣きたい夜もある （1993年、毎日放送・TBS）
- 金曜エンタテイメント 環状線に消えた女（1995年、フジテレビ） - 林みどり 役
  - 四国情死行（1996年、フジテレビ） - 林みどり 役
- 金曜日の離婚したい妻たちへ（1995年、TBS）
- Missダイヤモンド（1995年10月 - 12月、テレビ朝日） - 咲坂サチ 役
- ギフト（1997年4月 - 6月、フジテレビ） - ジュリエット星川 役
- きらきらひかる（1998年1月 - 3月、フジテレビ） - 黒川栄子 役
  - きらきらひかる スペシャル1 （1999年4月23日）
  - きらきらひかる スペシャル2（2000年4月4日）
- こいまち 第3話（1999年1月26日、関西テレビ・フジテレビ） - 主演・岸川直子 役
- 双子探偵（1999年7月 - 10月、NHK教育） - 岩崎羽衣 役
- 恋愛結婚の法則（1999年7月 - 9月、フジテレビ） - 中嶋千明 役
- 秘密の花園（1999年、日本テレビ）
- カバチタレ!（2001年1月 - 3月、フジテレビ） - 生田加寿子 役
- トトの世界〜最後の野生児〜（2001年2月 - 3月、NHK総合） - 笹目結子 役
- 忠臣蔵1/47（2001年12月28日、フジテレビ） - 大石りく 役
- みそじ魂（2001年、テレビ朝日）
- ナースマン（2002年1月 - 3月、日本テレビ） - 東芳江 役
  - ドラマスペシャル ナースマン（2004年4月6日）
- すいか（2003年7月 - 9月、日本テレビ） - 主演・早川基子 役
- 川、いつか海へ 6つの愛の物語（2003年12月、NHK総合） - 田沼敏江 役
- 光とともに…〜自閉症児を抱えて〜（2004年4月 - 6月、日本テレビ） - 里緒秀美 役
- サボテン・ジャーニー（2004年10月18日 - 21日、日本テレビ） - 主演・長谷川綾 役
- 不機嫌なジーン（2005年1月 - 3月、フジテレビ） - 神宮寺潤 役
- 神はサイコロを振らない（2006年1月 - 3月、日本テレビ） - 主演・黛ヤス子 役
- 誰よりもママを愛す（2006年7月 - 9月、TBS） - 津波こずえ 役
- その5分前「明日への船出」（2006年12月29日、NHK総合）
- セクシーボイスアンドロボ 第8話・第9話（2007年5月29日・6月5日、日本テレビ） - 昭子 役
- 1ポンドの福音（2008年1月 - 3月、日本テレビ） - 向田聖子 役
- 2クール（2008年4月 - 6月、日本テレビ）
- 赤鼻のセンセイ（2009年7月 - 9月、日本テレビ） - 太川絹 役
- ドン★キホーテ（2011年7月 - 9月、日本テレビ） - 水盛ミネコ 役
- 黒の女教師（2012年7月 - 9月、TBS） - 藤井彩 役
- パンとスープとネコ日和（2013年7月21日 - 8月11日、WOWOW） - 主演・アキコ 役[20]
- 2030 かなたの家族（2015年9月26日、NHK総合) [21]
- 山のトムさん（2015年12月26日、WOWOW - ） - 主演・ハナ 役[22]
- コートダジュールN゜10 WOWOW版（2017年11月20日 - 12月18日、全5話、WOWOW） - 主演[23][24]
- 昔話法廷 第8話「さるかに合戦」裁判（2017年8月15日、NHK Eテレ） - 岡山都 役
- anone（2018年1月 - 3月、日本テレビ） - 青羽るい子 役[25]
- 離婚なふたり（2019年4月5日・12日、テレビ朝日） - 野田今日子 役[26]
- ペンションメッツア（2021年1月15日 - 2月20日、WOWOW） - 主演・テンコ 役
- 24時間テレビ ドラマスペシャル『虹色のチョーク 知的障がい者と歩んだ町工場のキセキ』（2023年8月26日、日本テレビ） - 三輪加代子 役[27]
- 春になったら（2024年1月15日 - 3月25日、関西テレビ・フジテレビ） - 杉村節子 役[28]
- 団地のふたり（2024年9月1日 - 11月3日、NHK BS・NHK BSプレミアム4K） - 主演・桜井奈津子 役（小泉今日子とダブル主演）[29]
- 法廷のドラゴン（2025年1月17日 - 3月7日、テレビ東京） - 乾利江 役[30]
- ゴールドサンセット（2025年2月23日 - 3月30日、WOWOW） - 小巻沢梨子 役[31]
- 塀の中の美容室（2025年8月22日〈予定〉 - 、WOWOW） - 菅生冬子 役[32]

### 配信ドラマ
- コートダジュールN゜10 Hulu版（2017年11月28日配信、全4話、Hulu） - 主演[注釈 1][33]

### 映画
- 転校生（1982年、松竹） - 主演・斉藤一美 役[注釈 2]
- 廃市（1983年、ATG） - 主演・貝原安子 役
- さびしんぼう（1985年、東宝） - 雨野ユキミ 役
- 彼のオートバイ、彼女の島（1986年、東宝）
- 恋する女たち（1986年、東宝） - 大江絹子 役
- 永遠の1/2（1987年、東宝） - ぼくの妹 役
- パッセンジャー 過ぎ去りし日々（1987年、松竹） - 吉本育美 役
- グリーンレクイエム（1989年、東北新社） - 井上和子 役
- 北京的西瓜（1989年、松竹）
- ゴジラvsモスラ（1992年、東宝） - 手塚雅子 役[3][4]
- てなもんや商社（1998年、松竹） - 主演・ひかり 役
- キリコの風景（1998年、日活） - 霧子 役
- スイート・スイート・ゴースト（2000年、日活） - 近所のお姉さん 役
- 竜馬の妻とその夫と愛人（2002年、東宝） - きみえ 役
- トレジャー・プラネット（2003年、ブエナビスタ） - アメリア 役（吹き替え版）
- 理由（2004年、アスミック・エース） - 北畠敦子 役
- かもめ食堂（2006年、メディアスーツ） - 主演・サチエ 役
- めがね（2007年、日活） - 主演・タエコ 役
- ガマの油（2009年、ファントム・フィルム） - 輝美 役
- プール（2009年、スールキートス） - 主演・京子 役
- マザーウォーター（2010年、スールキートス） - 主演・セツコ 役
- 東京オアシス（2011年、スールキートス） - 主演・トウコ 役
- 紙の月（2014年、松竹） - 隅より子 役
- アルプス 天空の交響曲（2015年、アルバトロス・フィルム） - 日本語版ナレーション
- 犬に名前をつける日（2015年） - 主演・久野かなみ 役[34]
- あやしい彼女（2016年） - 瀬山幸恵 役[35]
- 海よりもまだ深く（2016年）- 中島千奈津　役[36]
- 閉鎖病棟 -それぞれの朝-（2019年） - 井波 役
- 騙し絵の牙（2021年、松竹） - 久谷ありさ 役[37]
- スズさん ～昭和の家事と家族の物語～ （2021年、記録映画保存センター）- 語り[38]
- ツユクサ（2022年、東京テアトル）- 主演・五十嵐芙美 役[39]
- 三日月とネコ（2024年、ギグリーボックス） - 網田すみえ 役[40]
- まる（2024年、アスミック・エース） - 若草萌子 役[41]

### 舞台
- キュルトヘンの帽子〜グリムの国のジグソーパズル〜（1985年、原作・脚本：萩尾望都　脚色・演出：小林裕）
- おかしな2人 女編（2002年、シス・カンパニー　作：ニール・サイモン　演出：鈴木裕美）
- オイル（2003年、NODA MAP　作・演出：野田秀樹）
- 新編・吾輩は猫である（2005年、シス・カンパニー　作：宮本研　演出：井上尊晶）
- ハーパー・リーガン（英語版）（2010年、パルコ　作：サイモン・スティーヴンス（英語版） 演出：長塚圭史）
- 朗読『宮沢賢治が伝えること』（2012年、シス・カンパニー　構成：岩下尚史　演出：栗山民也）
- あの大鴉、さえも（2016年、東京芸術劇場　作：竹内銃一郎　上演台本：ノゾエ征爾　演出：小野寺修二）
- 24番地の桜の園（2017年、Bunkamura　作：アントン・チェーホフ　脚色：木内宏昌　脚色・演出：串田和美）
- 竹取（2018年、世田谷パブリックシアター　構成・演出：小野寺修二）
- シス・カンパニー公演「あなたの目」（2020年9月22日 - 10月1日、新国立劇場 小劇場　作：ピーター・シェーファー　上演台本・演出：寺十吾） - ベリンダ 役[42]
- 阿修羅のごとく(2022年9月 - 10月、作：向田邦子 脚色：倉持裕 演出：木野花) - 里見巻子
- いきなり本読み!in EX THEATER ROPPONGI（2024年9月3日、EX THEATER ROPPONGI、進行・演出：岩井秀人）[43]

### 声の出演
- ボクらの時代（2007年 - 、フジテレビ） - ナレーション
- 世界ふれあい街歩き（不定期、NHK総合） - ナレーション
- くるねこ 第1シーズン（2009年7月 - 2010年6月、関西テレビ・東海テレビ） - 声優
- ドキュメンタリー「むっちゃんの幸せ　福島の被災犬がたどった数奇な運命」（2014年 NHK）[44]
- ヘレン・シャルフベック展＠東京藝術大学大学美術館 音声ガイド（2015年）
- そうだ 京都は、今だ。（2016年 - 、JR東海 テレビCM）[45]
- 樹木希林さん特別番組～おもしろうて、やがて不思議の、樹木希林～（2019年9月10日、テレビ朝日） - 語り

### テレビ番組
- OH!たけし（1985年 - 1986年、日本テレビ）
- ZIP!「小林ディクショナリー」（2011年4月 - 2012年3月、日本テレビ）
- 猫いてもいい いなくても（「田代島編」2014年4月2日・「沖縄・竹富島編」2014年11月30日、NHK総合）
- 趣味どきっ!「旅したい!おいしい浮世絵」（2016年4月・5月期、NHK Eテレ）
- となりのシムラ（2016年12月26日、NHK総合）

### CM
- ヤマハ発動機「JOG」 (1992年）
- ファイザー製薬「バイシン」[46][注釈 3]
- アサヒ飲料「十六茶」（1993年・2003年・2023年）[47][48]
- シオノギ製薬「ポポンS」（2002年 - 2004年）
- 日産自動車「ティーダ」（2004年 - 2006年）[49]
- ヤクルト本社「ヤクルト化粧品」
- ミツカン「ミツカンすし酢」（ - 2000年）
- 敷島製パン「Pasco 超熟」シリーズ（1994年 - 2012年）
  - 「ビフカツサンド2010」篇、「たまごサンド2010」篇（2010年2月1日 - ）[50]
  - 「イングリッシュマフィン2010」篇（2010年3月1日 - ）
- 関西電力「IHクッキングヒーター」（2005年、『ハッピーエブリデー篇』は歌も担当）
- サッポロビール「北海道生搾り」（2007年 - 2008年）
- カネボウ化粧品「フレッシェル」（2008年 - 2014年）
- TOTO「GREEN MAX 4.8」、「CRASSO」 (2010年 - 2012年)

### ラジオ
- 小林聡美の東京100発ガール
- 小林聡美のコマンタレヴー!（JFN）

ラジオドラマ
カフェテラスのふたり（NHK-FM放送）
- 星へ行く船（原作:新井素子、1986年4月21日-5月2日） - 主演・森村あゆみ 役
- さだまさしの自分症候群（原作:さだまさし、1986年5月19日-5月23日）
- さだまさしの青春症候群（原作:さだまさし、1986年7月7日-7月10日）
- ザ・素ちゃんズ・ワールド-"ひでおと素子の愛の交換日記"から（原作:新井素子,吾妻ひでお、1986年10月13日-10月24日） - 主演・新井素子 役

アドベンチャーロード（NHK-FM放送）
- もしかして時代劇（原作:宮本昌孝、1989年） - 主演・津田美雪 役

## 著書
- 『サボテンのおなら』（1994年、扶桑社文庫、平野恵理子絵） のち幻冬舎文庫
- 『ほげらばり Forget about it』（1994年、扶桑社） のち幻冬舎文庫（『ほげらばり メキシコ旅行記』改題）
- 『凛々乙女』（1995年、世界文化社） のち幻冬舎文庫
- 『東京100発ガール』（1995年、幻冬舎） のち文庫
- 『やっぱり猫が好き』（1998年、幻冬舎、もたいまさこ・室井滋共著）
- 『案じるより団子汁』（1996年、幻冬舎） のち文庫
- 『マダム小林の優雅な生活』（1998年、幻冬舎） のち文庫
- 『キウィおこぼれ留学記』（2002年、幻冬舎文庫）
- 『マダムだもの』（2002年、幻冬舎） のち文庫
- 『ワタシは最高にツイている』（2007年、幻冬舎） のち文庫
- 『アロハ魂』（2009年、幻冬舎） のち文庫
- 『散歩』（2013年、幻冬舎） のち文庫
- 『読まされ図書室』（2014年、宝島社） のち文庫
- 『ていだん』（2017年、中央公論新社）※ゲスト36人との対談本
- 『聡乃学習』（2019年、幻冬舎）

## 受賞歴
- 1982年度 
  - 第7回報知映画賞 新人賞（『転校生』）
  - 第4回ヨコハマ映画祭 最優秀新人賞（『転校生』）
  - 第6回日本アカデミー賞 新人俳優賞（『転校生』）[51]
  - 第8回シティロード・メモリアル・ベスト ベスト女優1位[52]
- 2004年度
  - 第41回ザテレビジョンドラマアカデミー賞 助演女優賞（『光とともに…〜自閉症児を抱えて〜』）[53]
- 2014年度
  - 第36回ヨコハマ映画祭 助演女優賞（『紙の月』）
  - 第88回キネマ旬報ベスト・テン 助演女優賞（『紙の月』）[54]
  - 第38回日本アカデミー賞 優秀助演女優賞（『紙の月』）[55]
  - 第57回ブルーリボン賞 助演女優賞（『紙の月』）[56]